# الصوانة (بعلبك)
الصوانة إحدى القرى اللبنانية من قرى قضاء بعلبك في محافظة بعلبك الهرمل.
كانت في الماضي تتبع لبلدية يونين وقد انفصلت عنها لتشكل نطاق بلدي مستقل.